# マリッジロワイヤル
『マリッジロワイヤル』（Marriage Royale）は、雑誌『電撃G's magazine』（アスキー・メディアワークス、現：KADOKAWA）連載の読者参加企画、及び、その派生作品の総称。略称は「マリロワ」。

## 概要
『電撃G's magazine』2006年1月号から2011年5月号まで連載。
大企業の御曹司である主人公の花嫁の座を求め、全国各地から選出された少女たちが競い合う一大イベント「マリッジロワイヤル」を巡る物語。
同誌編集部と有限会社オメガビジョンのブランド・Navelの合同企画。個人ではなくメディアワークス以外の企業（ブランド）との共同制作は『G's』誌上初となる。Navelと他社の合同企画は、『らぶドル』（『マジキュー』（エンターブレイン刊）連載）に引き続き、2作目。
本誌に掲載される全国各地の「花嫁候補」のプロフィールを基に、読者がデザインを描いてそのデザインを基に西又葵・鈴平ひろがクリーンアップのうえ完成させると言う内容。それゆえ、選択クイズ形式を取っていた従来の『G's』読者参加企画と異なり、参加者にある程度のキャラクターメイクのセンス・能力が必要とされるため、非常に間口の狭いシステムになっている。
花嫁候補デザイン以外では、特定のテーマに沿ったランキング「投票バトル」を含めた読者投稿コーナー、花嫁候補のイラストと一人称のテキストで綴られるイラストストーリーなどの読み物で構成される。
読者参加企画本体以外では、漫画、コンシューマーゲーム、フューチャーフォン用アプリゲーム、トレーディングカードゲーム、小説、ラジオに展開した。
読者参加企画としての連載期間は5年5か月に及び、2015年12月号を持って『ラブライブ!』に抜かれるまでは、『G's』歴代企画で最長の連載期間であった。

## ストーリー
主人公はある日、両親から自分が実は養子（甥）であることを告げられる。
両親曰く、主人公の実の父親はさる大企業の経営者であり、実父の要請で一般庶民として育てられて来たのだと言う。
訳もわからず絶海の孤島へ連れて行かれると、そこには主人公のために開校した学園が存在した。この学園には、全国から選りすぐりの花嫁候補達が集められていると言う。
そこで行なわれるのは、大企業の次期後継者である主人公の「花嫁選び」。様々な種目を通じて、たった一つの花嫁の座を勝ち取る戦い「マリッジロワイヤル」の始まりだった。

## 登場人物
声の項はゲーム版での担当声優。主人公称は「原作 / 奈月版コミック / 両角版コミック」。

### ナビゲーター
美久（みく）
声 - 戸松遥
年齢：不詳　主人公の呼び方：あの方/司様/-　一人称：私
丈の短いフレアスカートのメイド服を着た、やや童顔な女性。
双子メイドの1人で、本編の案内・進行担当。美宇の姉。明るい性格で、良く美宇にツッコミを入れられている。美宇を「美宇ちゃん」、主人公や花嫁候補は「○○様」（湊様など）で呼ぶ。
奈月版コミックでは、マリッジロワイヤルの大会運営の他に司のボディガードも務めており、有事の際には表情が一変して真剣な顔に変わる。また、ご当地バトルの開始時にほぼ何かしらの名産品を大量に食べている。
両角版コミックでは、司の世話役に徹しており、マリッジロワイヤルの進行には携わっていない。
美宇（みう）
声 - 桑谷夏子
年齢：不詳　主人公の呼び方：あの方/司様/-　一人称：私
タイトなスーツを模したメイド服を着た、長身でスタイル抜群の女性。
双子メイドの1人。主人公の教育係。美久の妹。クールな性格で、美久や主人公に対するツッコミ役。笑顔を滅多に見せないが、美久や主人公の前では笑顔になる時がある。美久を「美久ちゃん」、主人公や花嫁候補は「○○様」で呼ぶ。
奈月版コミックでは、美久と同じく司のボディガードを務めており、司が小町の兄に殺されそうになった際には盾となって攻撃を防いだ。
両角版コミックでは、美久と同じく司の世話役に徹しており、マリッジロワイヤルの進行には携わっていない。また、美久を呼び捨てにしている。

### 花嫁候補

#### 第1回募集
大場 湊（だいば みなと）
声 - 小清水亜美  　　　　  　
年齢：16歳　誕生日：5月15日　身長：157cm　スリーサイズ：B81(B)　W56　H83　血液型：A型
主人公の呼び方：あなた/司くん/司くん　一人称：わたし
東京都代表。
主人公の幼馴染で、少し天然ボケの入った大人し目の少女。主人公以外に特別親しい男友達はなく、基本的に女の子と一緒に居るタイプ。幼稚園からの同級生で、主人公と一緒に居たくて同じ学校に進学した子犬属性の持ち主。家事全般やお菓子作りが得意。主人公を慕い、マリッジロワイヤルへの参加を決意する。勉強、運動ともに平均的。
奈月版コミックでは「普通の女の子」として描かれ、弱点はないが特長もない。どんなバトルでもそこそこの成績を出す反面なかなか上位の成績を残せない事は本人も自覚しており「普通」と言われると（それが誉め言葉であっても）少し落ち込んでしまう。
宇目田 深波（うめだ みなみ）
声 - 吉田真弓
年齢：16歳　誕生日：3月3日　身長：161cm　スリーサイズ：B86(D)　W58　H84　血液型：AB型
主人公の呼び方：キミ/司クン/司クン　一人称：私
大阪府代表。
主人公と湊の元クラスメートであり、小学校時代の初恋の相手。大阪地区代表だが、小学校の途中で主人公と湊の通う学校から大阪に転校したということもあり標準語と関西弁の両方を話せる。趣味は携帯電話のメールの早打ちやウィンドウショッピング。都会的で垢抜けたスタイルのいい美少女でナンパやスカウトは日常茶飯事。性格はおっとりしているが、お嬢様というより今時のコギャル系ヒロインであり、ファッションやスタイリングにはこだわりがある。最初は、親の応募で決まったマリッジロワイヤル参加に乗り気でなかったが、相手が主人公であると分かった事で参加を決意した。
奈月版コミックでは、容姿や人柄はもちろん学力、運動、料理なども含め全ての能力が非常に高く、どんなバトルでも常にトップ争いをしている。また比較的常識から外れた面々の中では、常識人としてのポジションを確立している。

#### 第2回募集
秋田 小町（あきた こまち）
声 - 中原麻衣
年齢：17歳　誕生日：12月25日　身長：159cm　スリーサイズ：B88(F)　W56　H83  血液型：O型
主人公の呼び方：貴方/司様/司様　一人称：私
秋田県代表。
主人公の生まれの家と親交の厚い名家の娘で生粋の箱入り娘のお嬢様。 生まれた時から主人公の許婚として育てられた本来の許婚のため、一般には隠蔽されている「主人公＝日乃本財閥の御曹司」という事実を幼少の頃より知っており、その成長の記録もビデオで提供されていた。雪国育ちの上品で純真な美少女。白っぽい肌をしておりFカップと巨乳である。シスコンの兄がいる。学業はかなり上位で運動神経も良い方である。
奈月版コミックでは、実家の方針で、自分の携帯電話は持っていない。お嬢様キャラらしい世間知らずではあるが運動音痴な面はなく、美弥子や深波に並ぶ高い運動能力を持っている。主人公の許婚＋大和撫子という事で大会前は花嫁候補の最有力だったが主人公を見下す美弥子とライバル関係となり、大会そっちのけで勝負している間に優勝をさらわれてしまう事が多い。
両角版コミックでは、第2回おらが嫁バトルの結果を受けてメインヒロインになっている。開会式に遅刻して失格寸前になったが、司の機転で参加を許された。
新城 音羽（しんじょう おとは）
声 - 喜多村英梨
年齢：15歳　誕生日：2月11日　身長：155cm　スリーサイズ：B77(A)　W55　H80  血液型：B型
主人公の呼び方：お兄ちゃん/お兄ちゃん/-　一人称：音羽
愛知県代表。
今まで主人公が預けられていた叔父叔母夫婦の娘で、お互いに主人公が養子とは知らずに育ってきた為、主人公にとっては実妹同然の従妹。主人公への恋心を抱きながら、彼と兄妹である事に悩み、愛知県の親戚の下で暮らしていたが、主人公が従兄弟だと知り、マリッジロワイヤルへの参加を決意する。無邪気で少し我侭なところもある小悪魔系の美少女。胸の大きさはAカップであり、ヒロインの中では最も小さく、つるぺた属性がついている。学業・運動共に中の下程度。
奈月版コミックでは、左右の髪飾りに付いている兎の人形に「アイ」「イチ」と言う名前が付けられている（由来は「愛知」）。

#### 第3回募集
朝倉 美弥子（あさくら みやこ）
声 - 寿美菜子
年齢：17歳　誕生日：9月30日　身長：160cm　スリーサイズ：B84(C)　W57　H83  血液型：B型
主人公の呼び方：あんた/司/-　一人称：あたし
福岡県代表。
父親を溺愛しており、父親を基準にして世の中の男性を低く見てしまう少女。その父親の強い希望で嫌々ながらマリッジロワイヤルへ参加している。アーチェリーやカートなどのスポーツ全般が得意で常に父親からもらったサンバイザーを着用、勝気で口調も荒く負けず嫌い。主人公にも冷たい態度を取るが、時折見せる一面に惹かれる時もある。
奈月版コミックでは、主人公への接し方をめぐって小町とそりが合わず、ライバル関係にある。運動が得意なキャラクターにありがちな「勉強が苦手」な面はなく、逆に音羽たち年下に勉強を教えるシーンがある。ストーリーが進むにつれ主人公を再評価しており、口では憎まれ口を言いつつも近距離で顔を合わすと赤面してしまうようになった。この事は必死に隠しているが多くの参加者にはバレている模様。
日高 八雲（ひだか やくも）
声 - 高垣彩陽
年齢：17歳　誕生日：1月9日　身長：157cm　スリーサイズ：B82(B)　W58　H84  血液型：O型
主人公の呼び方：アナタ/許嫁さん・司/-　一人称：ワタシ
北海道代表。
無機質、無表情で、何を考えているのか分からないゴスロリ人形のような不思議少女。主人公の実家である「日乃本財閥」との政略結婚を狙った父親の企業計画の一つとして本人の意思に関係なく、マリッジロワイヤルへ参加させられている。頭脳明晰で成績は全科目優秀である反面、感情は極めて乏しく、主人公や恋愛・友情には全く興味を持たず、人づきあいも淡白であり、「めんどくさい」や「どうでもいいわ」という口癖が多い。また、カロリーメイトなどの無機質で栄養さえとればそれでいい食事を好む。稀に、主人公の前で笑顔や恥ずかしがる表情を見せる時があるが、自覚はない。運動は大の苦手。
奈月版コミックでは、周囲に全く無頓着なせいか、肌を晒しても平気な「脱げキャラ」属性がついている。

#### 第4回募集
佐伯 世羅（さえき せら）　
声 - 松来未祐
年齢：15歳　誕生日：10月6日　身長：156cm　スリーサイズ：B83(C)　W57　H84  血液型：AB型
主人公の呼び方：きみ/キミ/-　一人称：私
広島県代表。
ウェーブが掛かった薄茶色の髪型で、少女漫画に出てくるような可愛らしい美少女。極度の男性恐怖症であり、男性に近付くことさえできないため、混雑したエレベーターや満員電車の中は苦手。繊細で小動物的な性格であり、アンティークドールなど少女趣味でかわいいものが好き。極度の運動音痴で学業面も平凡。いつも「チール」というウサギのぬいぐるみを持ち歩いている。金融系会社の重役である父親に対する不信が男性恐怖症の原因となっており、恐怖症を治すためにと、父親によって無理矢理マリッジロワイヤルへ参加させられる。
奈月版コミックでは、誘拐事件の被害に遭ったことと、その際に父親が助けに来てくれなかったことが、男性恐怖症の原因となっている。
2010年7月18日に広島県で開催されたイベント「みたフェス」のイメージキャラクターに起用された。
三条 朝日（さんじょう あさひ）
声 - 森永理科
年齢：16歳　誕生日：7月7日　身長：162cm　スリーサイズ：B79(B)　W55　H81 血液型：A型
主人公の呼び方：君/司君/-　一人称：僕
新潟県代表。
常に男装している中性的で細身な少女。今まではスカートなど履いたことがなく、女の子らしい服は滅多に着ないが、マリッジロワイヤル参加以降はワンピースなどを着る機会も得た。男児の生まれなかった旧家の跡取りとして、厳格な祖父に男として育てられた。年の離れた弟が生まれたため、三条家の後継者候補から外され、半ば厄介払いのようにマリッジロワイヤルへ参加させられた。成績優秀でスポーツ万能。武道に長け、また料理もできる。
奈月版コミックでは、弟の誕生後は家族からも疎外されていたため、人と接することに慣れておらず、美久にそそのかされて恥ずかしい格好をさせられるなど天然な一面もみせる。

#### 第5回募集
天竜 江奈（てんりゅう えな）
声 - 新谷良子
年齢：15歳　誕生日：4月20日　身長：157cm　スリーサイズ：B85(D)　W58　H86　血液型：AB型
主人公の呼び方：センパイ/センパイ/-　一人称：江奈
静岡県代表。
深波の中学校時代の後輩であり、その後静岡へ転校した。普段は明るくて素直なサッカー部のマネージャーとして評判がある。家事全般が得意だが勉強も運動も平均よりやや下。深波が大好きな百合娘。中途参加の理由も、深波を主人公の許婚にさせない為というのが大きい。その為、主人公に対しては好意どころか敵意を持っている。
奈月版コミックでは、周囲の男性が深波にばかり惹かれ、自分の価値を認めてくれなかった事が、深波に対する深い憧憬の原因となっている。
両角版コミックでは、開会式から参加している（伊予、えびの、うるまも同様）。
宇和島 伊予（うわじま いよ）
声 - 豊崎愛生
年齢：18歳　誕生日：11月16日　身長：158cm　スリーサイズ：B83(C)　W57　H84　血液型：O型
主人公の呼び方：君/つかぴー/つかぴー　一人称：私、伊予ねえ（主人公限定）
愛媛県代表。
かつて主人公の年上の幼馴染み。金髪でアゲ嬢風なギャルっぽい容姿のお姉さん。4人姉妹の長女であり子供の世話が好き。「伊予ビジョン」と名づけられるほど妄想癖が激しく、周囲の状況が見えなくなるほど没頭してしまう事もある。主人公の姉代わりとして、財産目当てで集まった（と勘違いしている）花嫁候補たちから主人公を守る為に、マリッジロワイヤルへ参加した。学業はかなりの上位だが運動はやや苦手。
奈月版コミックでは、マリッジロワイヤルを通じて愛媛のイメージ向上に努める地元思いでもあり、県民からの応援も厚い。「伊予ビジョン」の命名者は音羽。
両角版コミックでは、小町の父から依頼され、マリッジロワイヤルへの妨害工作を行なった。
浜木綿 えびの（はまゆう えびの）
声 - 後藤邑子
年齢：16歳　誕生日：6月18日　身長：148cm　スリーサイズ：B82(C)　W54　H83　血液型：A型
主人公の呼び方：ダーリン/ダーリン/ダーリン　一人称：えびの
宮崎県代表。
小悪魔系の美少女だが、アニメやゲーム、コスプレなどアキバ系のオタク趣味を多数持っている。運動能力では八雲と並ぶ最低レベルだが学力は意外と高い。ヒロインの中では最も背が低く、童顔だが巨乳である。オタク関連について語ると長時間ベラベラ喋る。また、日本の歴史文化や鉄道関係なども詳しい。テレビで見たマリッジロワイヤルの中継で主人公に惚れ込み、中途参戦に立候補した。
奈月版コミックでは同人作家兼コスプレイヤー「マンゴーえびのん」として同人サークル「冷や汁おかわり」を主宰しており、全国のオタクに心酔されている。
両角版コミックでは、司が島に滞在してからの様子を放送したTV番組「今日の司様」を観て、参加を決めた。
名護 うるま（なご うるま）
声 - 茅原実里
年齢：16歳　誕生日：8月23日　身長：157cm　スリーサイズ：B84(C)　W55　H85　血液型：O型
主人公の呼び方：おにーさん/おにーさん/-　一人称：うるま
沖縄県代表。
大家族の末っ子で貧乏ながら自由に育ってきた。マイペースで自然派な女の子。主人公に対して「おにーさん」と呼んでいる。学業も運動もそこそこ良い。生まれてから一度も食べた事がないチョコレートパフェやカレーライスに憧れている。貧乏から抜け出す為にマリッジロワイヤルへ参加したが、状況次第では負けてもいいと思っているぐらい、勝ち負けにこだわらない性格。
奈月版コミックでは、その生い立ちから、大食いキャラとして描かれている。

### 主人公
原作・各コミック・ノベル・ゲームは、設定が多かれ少なかれ異なるパラレルワールドとなっており、それらの物語の主人公もまた別人である。この節では、各メディアにおける主人公を解説する。
共通設定
名前が明示されているメディアにおいては「日乃本 司（ひのもと つかさ）」という名前（唯一、ヒロインの一人称で描写される、原作のイラストノベルでは、名前が明かされていない）。
身分は高校生。湊と同じ学校に通っていたため、制服も彼女と同じデザインの男子用を着ている。物語が始まるまでは、ヒロインの一人・新城音羽の兄「新城 司（しんじょう つかさ）」として生きてきた。ある日、両親から、自分が息子ではなく甥である事、日本有数の大企業「日乃本財閥」の御曹司である事を明かされ、拉致紛いに、日乃本アイランドという孤島へ連れて来られる。マリッジロワイヤルが始まるまでは、美久・美宇姉妹から御曹司としての教育を受けてきた。
ヒロインとの関係は、湊・深波・伊予とは幼馴染、音羽とは元・兄妹の現・従兄妹、小町とは元・婚約者である。
原作
一人称は「僕」。
ヒロインが主人公（読者）に話しかけているという作品設定になっているため、名前自体は登場しないが、えびのの募集プロフィールにおけるマリッジロワイヤル参加動機では「司」とされている。
人当たりのいい性格で、ヒロインに対する感想は素直に口に出す。
奈月版コミック
一人称は「僕」（音羽に対しては「俺」）。
旧家・月乃宮出身の母を持つ。生まれる前に両親が離縁し、母の姉である伯母夫婦に預けられた。
普段は自己主張しない大人しい性格だが、花嫁候補達を普通の女の子として接する優しさや、いざという時の行動力は、美弥子や八雲からも一目置かれている。また美久や花嫁候補たちに対するツッコミ役でもある。
両角版コミック
一人称は「僕」。
参加不可となりそうだった小町を庇うなど、誠実な態度が見られる。
小説版
一人称は「俺」。
湊ら幼馴染だけでなく、美弥子らにも気の強い態度を崩さず、特に自意識の強い美弥子や自分に敵意を向けてくる江奈に対しては対抗するように突き放すような言動を浴びせたり、辛辣ともいえる態度で接するなど、他メディアの主人公に比べて少々傲慢かつ粗野でそっけない態度が目立つ。花嫁候補に対する親切な行いもするが、好意や善意などではなく義務感などであると自分に言い聞かせるなど、ややツンデレの傾向がある。
ゲーム
デフォルト名は「日乃本司」で、変更可能。変更した場合、財閥の名前も変更される（苗字が「○○」なら「○○財閥」となる）。
一人称は「僕」。
原作版同様、ヒロインに対する感想を素直に口に出すなど、天然な面が見られる。ヒロインからの好意には鈍感。湊ら幼馴染の面々曰く、キノコ類が苦手。

### 奈月版コミックの登場人物
ピエール・ド・山本（ピエール・ド・やまもと）
初登場：第3話
日乃本アイランドにある学園の教師。英語担当。座右の銘は「ビューティー＆ワイルド」。
頭が金髪で胸毛が濃い男性。常にバラを口にくわえている格好や芝居がかった言動から、司や花嫁候補たちからだけでなく、彼を見た人間全てから「キモ！」とまで言われている。
メイド長
初登場：第8話
老齢の女性。
美久や美宇を含めた日乃本財閥のメイド部隊を育て上げた、メイドのエキスパート。現会長すらも一目置いており、日乃本財閥を影から支える。とても厳しい性格で不用意な発言･態度をとれば次期会長である主人公へすら鉄拳制裁を加える。
漫才に理解があり、「お笑いバトル」で審査員を務めた際には出演者に的確なアドバイスや評価を送っている。
秋田 天恵（あきた てんけい）
初登場：番外編
豊かな黒髪を伸ばした、小柄な少女。
マリッジロワイヤル秋田県代表候補の1人だったが、落選した為、小町を逆恨みしていた。小町の親戚を名乗って司や花嫁候補たちを屋敷に招待し、狂言誘拐で小町を失脚させようとする。
正体が発覚した後は、部下からは「お嬢様」「このお方」と呼ばれており、「秋田天恵」が本名ではない可能性もある（小町自身、秋田家は親戚が多い為、天恵なる人物がいるか把握していない）。
小町の兄
初登場：第26話
短い黒髪の長身男性。
重度のシスコンで、本来の婚約者である小町の権利を蔑ろにするマリッジロワイヤル、ひいては日乃本家を恨み、狂言誘拐で司を破滅に追いやろうと企む。自身の作戦が失敗した後も、何度か本編に登場している。
普段は標準語だが、興奮したり、小町の前になると方言で話すようになる。
広島県の男性
初登場：第20話
ゲームバトル終了後、会場に訪れた。昔も今回も「間に合わなかった」事を悔やむ発言をしている。
世羅の父
世羅の話や回想にのみ登場する。
世羅が男性恐怖症になる原因となった誘拐事件の際、全く連絡が取れなかった。その事実もまた、世羅の男性に対するトラウマの原因となっている。
音羽の両親
初登場：第1話
東京在住。司が本当の両親と思っていた夫婦。司が日乃本家に戻っても、音羽の前では普段どおり振舞っていた。音羽の母は、司の母の姉に当たる。
新城家の親戚
初登場：第28話
愛知県在住。司への恋心に苦しんだ音羽が、司と離れる為に世話になっていた。新城家（音羽の両親）とどのような血縁関係にあるのかは不明。
美弥子の父
初登場：第32話
男嫌いを治させる為に美弥子をマリッジロワイヤルに参加させる一方で、娘の為なら財力や権力の行使を厭わないなど、厳しさと甘さを兼ね備えた人物。
おもてなしバトルでの、美弥子に対する司の態度を気に入り、結婚相手として娘を任せても良いと認めている。
三条 大和（さんじょう やまと）
初登場：第33話
金髪の少年。
朝日の弟であり、三条家の跡取り。彼が生まれた事で、朝日は三条家の跡取り候補から外されたのだが、大和自身は屈託なく姉のことを慕っている。クロという猫を飼っている。
朝日の母
初登場：第33話
和服を着た朝日似の美女。
朝日と大和の母であり、朝日の名付け親。三条家当主である朝日の祖父に逆らえず、朝日の人生を縛ってきた事を強く悔やみ、彼女に笑顔を取り戻させた司に深く感謝している。
司の父
初登場：第37話（第8話にて後姿のみ登場）
司をそのまま成長させたような、若々しい風貌の壮年男性。右目の下に泣きぼくろがある。
息子である司との直接対面も叶わないほどに、多忙な毎日を送る経営者。元・妻である司の母の計画を見抜き、離縁の仕返しにマリッジロワイヤルを計画した。
その優秀さとは裏腹に、非常にノリの良い性格であり、司への謝罪も軽く済ませてしまう。
司の母
初登場：第39話
ロングヘアーにウェーブをかけた、口元にほくろのある女性。
旧家・月乃宮の出身であり、司の父の元・妻。司を身籠った時にさえ仕事を選んだ夫に愛想を尽かし、離縁した。以来、司を姉夫婦（音羽の両親）に預け、月乃宮家再興に尽力して来た（司と小町の婚約もその一環）。マリッジロワイヤルにより台無しにされた「司と小町の結婚」を実行するため、司の拉致を計画する。

### 両角版コミックの登場人物
橘 芹生（たちばな せりお）
タイトなスーツを着た、黒髪の女性。
マリッジロワイヤルの審査役。右も左もわからない司の心情を無視し、淡々と戦いを進行する。開会式に遅刻した小町を問答無用で失格にしようとするなど、堅物な面も見られる。
小町の父
秋田家の当主。小町を勝たせるため、伊予をスパイとして送り込み、様々な妨害工作を指示した。

## スタッフ
- キャラクターデザイン、キャラクターデザインリファイン、イラスト
  - 西又葵（美久、宇目田深波、秋田小町、日高八雲、佐伯世羅、天竜江奈、宇和島伊予、浜木綿えびの、名護うるま）
  - 鈴平ひろ（美宇、大場湊、新城音羽、朝倉美弥子、三条朝日）
- ワード：日富美信吾
- SDイラスト：奈月ここ
- キャラクターデザイン

| キャラクター名 | キャラクター                                          | 私服           | ウェディングドレス |
| -------------- | ----------------------------------------------------- | -------------- | ------------------ |
| 大場湊         | イトー（キャラクター） 原野照也（制服）               | いえろう       | もる               |
| 宇目田深波     | やまざき美桜（キャラクター） 青山春（制服）           | 真城あやせ     | 旅人               |
| 秋田小町       | 秋月莉津                                              | 新倉夏美       | 加藤ちーず         |
| 新城音羽       | ちょんこ（キャラクター、制服） 柳沢啓太（マスコット） | 加藤ちーず     | はやぶさ           |
| 朝倉美弥子     | あんにん                                              | あんにん       | 斎藤葉摘           |
| 日高八雲       | 春日杏紀                                              | ありすがあいの | ながつきみな       |
| 佐伯世羅       | 桜井りの（キャラクター） 水瀬るか（制服）             | きりあみり     | 加藤ちーず         |
| 三条朝日       | 謡                                                    | 早瀬るきな     | 長月あひる         |
| 天竜江奈       | やまざき美桜（キャラクター） 長月あひる（制服）       | ヲタグッチョ   | まがみ             |
| 宇和島伊予     | MIYABI                                                | 大垣真梨子     | 桜倉ゆん           |
| 浜木綿えびの   | 亞澄瑠希                                              | ちょんこ       | 我妻ねお           |
| 名護うるま     | 春日杏紀                                              | 桜井りの       | 青空               |

## 主要コーナー

### 読者参加コーナー
キャラクターデザインコンテスト
提示されたプロフィールを元に、花嫁候補のキャラクターデザインと制服デザインを考える。応募作品全体が採用されるパターンと、キャラクター単体・制服単体（＋マスコット、アクセサリーなど）で異なる応募作品が採用されるパターンがある。
私服デザインコンテスト
花嫁候補の私服デザインを考える。既にキャラクター自体のデザインは提示されているため、キャラクターデザインコンテストよりは判断材料が多い。
おらが嫁バトル
後述の「投票バトル」と違い、テーマなしの純粋な人気投票。アンケート葉書・官製葉書（封書）・メール・公式サイト・専用モバイルサイトを通じて投票する。結果は、総合得票数の他、公式サイトでの得票数が発表される。連続しては行なわれず、何らかの発表（ゲーム化など）がされた際、突発的に実施される。実施時期等は後述の歴史を参照。
投票バトル
読者投稿コーナー「マリロワの輪」内のコーナー。毎回提示されるテーマ（「一緒にデートしたい」など）に沿った人気投票。
キャッチフレーズバトル
「マリロワの輪」内のコーナー。花嫁候補＋メイド姉妹の下の名前で、あいうえお作文を作成する。複数の作品が誌上に採用され、最も優秀な1作品を「ベストフレーズ」とする。
ウェディングバトル
「マリロワの輪」内のコーナー。各花嫁候補のウェディングドレスをデザインする、デザインコンテストの発展型。一度ノミネートされても、次号以降にてノミネートから外され、別の作品がノミネートされる場合がある。最終的にノミネートされた作品が最優秀作品となる。選考担当は編集部。
ご当地ふたりごと
「マリロワの輪」内のコーナー。美久と美宇の二人が、読者から寄せられた地域ネタを紹介する。
嫁イラストバトル
「マリロワの輪」内のコーナー。提示されたテーマに沿ったイラストを投稿する。
キミに求婚♥
「マリロワの輪」内のコーナー。花嫁候補およびに対するプロポーズの文句を投稿する。

### 読み物
Girl's Heart
花嫁候補1人をフィーチャーした、1ページイラストとショートノベル。第5回募集の4人のものは、他の8人のものと連載時期が離れたため、「Girl's Heart EXTRA」というタイトルとなった。
Girl's Heart petit
各々の花嫁候補からのショートメッセージ。2008年2月号からは、前述の「投票バトル」と連動した「Appeal Time」となったが、「投票バトル」終了と共に復活した。2009年8月号にて連載終了。
Dearest Stories
花嫁候補1人をフィーチャーした、4ページのイラストノベル。
花嫁候補ご当地デートシリーズ
花嫁候補1人とその出身地をデートしているという設定で、名所を紹介する。元々は第1回おらが嫁バトルの結果を受けて掲載された「小町に密着♥秋田1日デート」（2009年3月号）のみだったが、後にシリーズ化した。
花嫁お手製♥ご当地弁当
「マリロワの輪」内のコーナー。毎回、花嫁候補の出身地の名物を使った弁当を紹介する。花嫁候補ご当地デートシリーズ開始後は、その一部となった。

## グッズ
| 商品名・商品区別                       | 種類数 | メーカー                     | 備考 |
| -------------------------------------- | ------ | ---------------------------- | --- |
| マイクロファイバータオル               | 2種    | ブロッコリー                 | 「電撃15年祭」限定販売                                                                                             |
| カードバインダー、下敷き               | 1種    | ブシロード                   | 「電撃15年祭」限定販売の「G'sセット」に同梱                                                                        |
| 抱き枕カバー                           | 1種    | メディアワークス             | 「電撃15年祭」限定販売 絵柄：湊（表面）、小町（裏面）                                                              |
| テレホンカード                         | 1種    | メディアワークス             | 「電撃15年祭」限定販売 絵柄：小町                                                                                  |
| トレーディングカード                   | 13種   | メディアワークス             | 「電撃15年祭」電撃ブースの景品                                                                                     |
| メイド服                               | 2種    | コスプレ通販ショップ「KISS」 | 美久仕様と美宇仕様                                                                                                 |
| 2009年カレンダー                       | 1種    | Navel                        | コミックマーケット75限定販売                                                                                       |
| クリアポスター&紙袋                    | 1種    | メディアワークス             | コミックマーケット75限定販売                                                                                       |
| パンの缶詰（抹茶）&紙袋                | 1種    | アスキー・メディアワークス   | コミックマーケット76限定販売                                                                                       |
| クリアファイル                         | 13種   | アスキー・メディアワークス   | 電撃キャラクターフェスティバル2009先行販売                                                                         |
| 名護うるま缶パン                       | 1種    | アスキー・メディアワークス   | 電撃キャラクターフェスティバル2009先行販売                                                                         |
| テレホンカード                         | 12種   | アスキー・メディアワークス   | 電撃キャラクターフェスティバル2009先行販売 『おひめさまナビゲーション』『Baby Princess』との合同商品で、通し番号付 |
| Tシャツ                                | 1種    | アスキー・メディアワークス   | 電撃キャラクターフェスティバル2009先行販売                                                                         |
| タペストリー                           | 1種    | アスキー・メディアワークス   | 電撃キャラクターフェスティバル2009先行販売                                                                         |
| トレーディングカード                   | 13種   | アスキー・メディアワークス   | 電撃キャラクターフェスティバル2009 電フェスランド景品 電撃15年祭のものとは異なる                                   |
| 名刺                                   | 12種   | アスキー・メディアワークス   | 電撃キャラクターフェスティバル2009 電フェスランド景品 購入者が名前やメッセージを指定可能                           |
| ご当地マイクロファイバースポーツタオル | 1種    | アスキー・メディアワークス   | コミックマーケット77限定販売                                                                                       |
| C77 マリッジロワイヤルセット           | 1種    | Navel                        | コミックマーケット77限定販売 携帯ゲーム機用デコレーションシール2種、両面プリントクロス、特製ポーチのセット         |
| 痛車ステッカー                         | 4種    | イケてる                     | ウェブ通販 |

その他、『G's』本誌の誌上でテレホンカードなどが、期間限定で通信販売されている。

## 漫画

### マリッジロワイヤル
『マリッジロワイヤル』は、作画：奈月ここ（Lime）、原作：Navelによる日本の漫画。『電撃G's magazine』2007年4月号から2011年1月号まで掲載。全46話。『電撃G's Festival! COMIC』Vol.1 - Vol.4に番外編が掲載された。
学生・日乃本司を主人公としたラブコメディ。原作となる読者参加企画と並行して連載が始まったため、江奈・伊予・えびの・うるまが途中参戦者となっている、唯一の派生作品となっている。
単行本は全7巻。これは『G's』読者参加企画関連作品コミカライズ史上、最長連載・最多発刊数であり、作画担当の奈月にとっても生涯で最長の連載漫画作品となった。3年10か月の連載期間中、一度も休載しておらず、連続掲載記録においてもトップである。
劇中のマリッジロワイヤルは、種目自体の勝敗の他、司による判定、バトルの中継を観ている視聴者による国民投票によって最終的な勝敗が決まり、その勝利数累計で花嫁を決定するというルールになっている。

#### あらすじ（奈月版）
新城司は、両親から自身の出生の秘密を明かされ、財閥の御曹司「日乃本司」として、日乃本アイランドに連れていかれる。その一か月後、湊・深波・小町・美弥子・八雲・朝日・世羅の8人が、司の花嫁候補として来島した。そして数々の種目と国民投票を通じて司の花嫁を決める「マリッジロワイヤル」の開催が告知される。混乱する司をよそに、マリッジロワイヤルは開催されるのだった。（第1巻）
いくつものバトルが行われた頃、膠着状態のマリッジロワイヤルのカンフル剤として、江奈・伊予・えびの・うるまの新たな4人の花嫁候補が来島する。同時に、日乃本アイランドを出て日本各地でバトルを行う「日本縦断バトル」が始まった。（第2巻）
花嫁候補たちの出身地で行われる様々なバトルを通じて、司と花嫁候補たちは少しずつ成長し、交流を深めていく。（第3 - 5巻）
新潟でのカードゲームバトルを終え、一時帰郷の途に着く花嫁候補たち。それを機に日乃本アイランドへ戻った司は、本当の父親である日乃本財閥会長とテレビ電話で初めて顔を合わせる。その最中、謎の武装集団が島を襲撃。メイドの美久と美宇の手引きで、司は一人、隣島のホテルへ逃げる。そこに迫る追手から司を守ったのは、駆け付けた花嫁候補たちだった。伊予の計らいで愛媛の別荘に移動する一同だったが、現れた追手に朝日を連れ去られてしまう。一同は朝日を助けるため、合流した美久・美宇の案内で、月乃宮アイランドへ向かった。（第6巻）
月乃宮アイランドで一同を待っていたのは、花嫁衣装を着た小町と、司の母親だった。彼女は、生活の擦れ違いから夫と離婚し、実家の月乃宮家を再興するために司と小町の婚約を結んだが、それを知った司の父にマリッジロワイヤルを開催され、計画を潰された。そのため、司を誘拐して小町と無理矢理結婚させようとしていたのだ。駆け付けた司の父と司の母が本音をぶつけ合い、和解したことで誘拐騒動は幕を下ろす。そして最後のバトル「プロポーズバトル」の国民投票結果は「12人全員同率1位」という結果に終わり、最後の一票を投じることを求められた司は、財閥後継者としての技量がない今はその資格がないと決断を保留することを決め、その判断を花嫁候補たちは尊重する。自分の世界を変えてくれた彼女たちに相応しい男になるべく、司は「今度は自分が世界を変える」と決意を新たにした。（第7巻）

### マリッジロワイヤル -Prism Story-
『マリッジロワイヤル -Prism Story-』（マリッジロワイヤル プリズムストーリー）は、作画：両角潤香、原作：Navel×アスキー・メディアワークスによる日本の漫画。『電撃G's Festival! COMIC』Vol.8 - 19に掲載された。
後述のゲーム版をベースにしている。さらに、連載開始以前に、本誌にて行なわれた第2回おらが嫁バトルの優勝者をメインヒロインにするとアナウンスされており、結果から小町がメインヒロインとなっている。
主人公の名前が日乃本司であることや12人の花嫁候補に関しては原作や奈月版漫画と変わらないが、本作のみのオリジナルキャラクターや、第5回募集候補の4人が開会式から参加しているなど、異なる点も多い。

#### あらすじ（両角版）
日乃本財閥の御曹司であることがわかった高校生・日乃本司がいる無人島に、11人の花嫁候補が集められ、審査役の橘芹生によりマリッジロワイヤルの開催が宣言された。最後の花嫁候補・小町も遅刻のために失格になりそうになるが、司の擁護で参加となる。
いくつものバトルが行なわれていく中、小町の盗撮写真がばら撒かれる、夕食の席にシャンデリアが落とされる、バトルの舞台セットが崩落するなど、マリッジロワイヤルを妨害しようとする者がいるかのような事態が次々と起こる。
一同が疑問を持つ中、小町がマリッジロワイヤル辞退を申し出て島を出てしまった。そして、今までの妨害工作が伊予によるものであることが八雲に看破される。伊予は、自分が小町を勝たせるために秋田家から送り込まれたスパイであることを自白。小町はそれを知り、司たちにこれ以上迷惑をかけないよう、辞退を決意したのだ。
小町を連れ戻すために秋田家に乗り込んだ司は、小町の父から小町を優勝させるよう脅迫されるが、小町はそんな父親に「死んでも司たちを守る」と告げる。そして司たちの取り成しで小町は島に戻り、最後のバトル「告白バトル」が開催されることとなった。
小町の告白の直後、司の本心を理解していた花嫁候補たちは、小町こそ司の花嫁に相応しいと不戦敗を選ぶ。そして花嫁候補たちや芹生たちに祝福される中、司と小町の結婚式が行われた。

## 小説
『マリッジロワイヤル』は、日富美信吾（著）・Navel（原作）による日本のライトノベル。イラストは西又葵・鈴平ひろ・両角潤香が担当している。電撃文庫（アスキー・メディアワークス）より、2010年3月から2010年9月にかけて全2冊（長編2冊）が刊行された。
原作、漫画、ゲームのどれとも違う『マリッジロワイヤル』というコンセプトの元に執筆されており、主人公の性格や、他メディアにはない劇中マリッジロワイヤルの「ポイント制」、物語の主舞台である日乃本アイランドの詳細など、長編小説であることを生かした世界観・描写が為されている。マリッジロワイヤルの終了（花嫁の決定）まで描かれずに完結した。
展開の都合上カットされた場面も多いが、マリッジロワイヤルにおける勝負の結果は直接描かれなかったものも含めて詳細に設定されており、全ヒロインの成績を巻末にて確認できる。

## ゲーム

### マリッジロワイヤル プリズムストーリー
2010年4月28日発売。開発はブリッジが担当。プラットホームは『G's』読者参加企画史上及びNavel関連作品史上初のPSPで、ジャンルは恋愛アドベンチャーゲーム。
ソフトのみの通常版（税別6090円）と、特別パッケージにソフト、12人のヒロインによる目覚まし機能がついたボイスクロック、Webラジオ番組『マリッジロワイヤルラジオ 〜あなたのお嫁さんにしてください〜』のテーマソング「SweetHappy☆Wedding」を収録したCDを同梱した限定版（税別9240円）が発売された。
全国展開する複数のアニメ・ゲームショップ（アニメイト、ゲーマーズ他）にてオリジナル特典が付属したほか、インターネット通販サイトのAmazon.co.jpでは、「SweetHappy☆Wedding」のソロバージョンを収録したCDが付属した。
本作最大の特徴は、ヒロインとの恋愛を楽しむ《ホワイトルート》のほか、ヒロインがアイドルとして活躍する《イエロールート》や冒険譚のような展開の《レッドルート》など色に準えた各種シナリオ「カラールート」と、マリッジロワイヤルの各試合においてプレイヤーがヒロインをダイレクトに応援できるミニゲーム「ロワイヤルアシスト」である。

#### 主題歌
オープニングテーマ「prism celebration」
歌：橋本みゆき / 作詞：こだまさおり /  作曲・編曲：山口朗彦
ゴールドルートエンディングテーマ「ゆらり、ふわり、君となら」
歌：marble / 作詞：micco / 作曲・編曲：菊池達也
ホワイトルートエンディングテーマ「奏功ドリーム」
歌：marble / 作詞：micco / 作曲・編曲：菊池達也

## 書誌情報
- Navel（原作）・奈月ここ（Lime）（作画）、『マリッジロワイヤル』 メディアワークス→アスキー・メディアワークス〈電撃コミックス〉、全7巻
  1. 2007年11月15日初版発行（10月27日発売）、ISBN 978-4-84-024092-5
  2. 2008年5月27日初版発行（同日発売）、ISBN 978-4-04-867110-1
  3. 2008年10月27日初版発行（同日発売）、ISBN 978-4-04-867385-3
  4. 2009年5月27日初版発行（同日発売）、ISBN 978-4-04-867808-7
  5. 2009年10月27日初版発行（同日発売）、ISBN 978-4-04-868191-9
  6. 2010年5月27日初版発行（同日発売）、ISBN 978-4-04-868624-2
  7. 2011年1月27日初版発行（同日発売）、ISBN 978-4-04-870248-5
- Navel×アスキー・メディアワークス（原作）・両角潤香（作画） 『マリッジロワイヤル -Prism Story-』 アスキー・メディアワークス〈電撃コミックス〉、全2巻
  1. 2011年1月27日初版発行（同日発売）、ISBN 978-4-04-870249-2
  2. 2011年10月27日初版発行（同日発売）、ISBN 978-4-04-870985-9
- 日富美信吾（著）/Navel（原作）『マリッジロワイヤル』 アスキー・メディアワークス〈電撃文庫〉、全2巻
  1. 2010年3月10日初版発行（同日発売）、ISBN 978-4-04-868442-2
  2. 2010年9月10日初版発行（同日発売）、ISBN 978-4-04-868837-6
- 電撃G'sマガジン編集部（編集）『マリッジロワイヤル画集 Prism』 アスキー・メディアワークス、2011年1月27日初版発行、ISBN 978-4-04-870298-0

## 歴史
※年月は『電撃G's magazine』の発売号に合わせている。【S】は、『電撃G's magazine』の「SPECIAL」ページに掲載されたことを意味する（詳細はこちらを参照）。

### 2005 - 2006年
2005年12月号
新企画第2弾として告知。「ヒロインのデザインを募集」「世界一の花嫁」などの要素、美久と美宇の全身図を公開。なお、この号のみタイトルが「マリッジ・ロワイヤル」となっていた。
2006年1月号
【S】タイトルロゴ、ストーリーの概要、Navelの略歴を公開。第1回デザイン募集（大場湊＆宇目田深波）開始。西又葵と鈴平ひろの対談、Navelスタッフのコメントを掲載。
2006年2月号
奈月ここによる概要説明のカラー漫画、第1回デザイン募集の応募作品の一部を掲載。
2006年3月号
第1回募集結果発表。西又葵と鈴平ひろによる湊と深波のラフ原画を公開。
2006年4月号
湊と深波のカラー全身図公開。第2回募集（秋田小町＆新城音羽）開始。
2006年5月号
「Girl's Heart」第1回（大場湊）、第2回募集の応募作品の一部を掲載。
2006年6月号
第2回募集結果発表。西又葵と鈴平ひろによる小町と音羽のラフ原画を公開。「Girl's Heart」第2回（宇目田深波）掲載。
2006年7月号
小町と音羽のカラー全身図公開。第3回募集（朝倉美弥子＆日高八雲）開始。
2006年8月号
奈月ここによるショート漫画、「Girl's Heart」第3回（秋田小町）、第3回募集の応募作品の一部を掲載。
2006年9月号
第3回募集結果発表。鈴平ひろと西又葵による美弥子と八雲のラフ原画を公開。「Girl's Heart」第4回（新城音羽）掲載。
2006年10月号
第4回募集（佐伯世羅&三条朝日）開始。
2006年11月号
第4回募集の応募作品の一部と、湊、深波、小町、音羽からのメッセージ（美弥子と八雲はプロフィールのみ）を掲載。奈月ここによるカラー4コマ漫画「まじろわ」連載開始。
2006年12月号
第4回募集結果発表。西又葵と鈴平ひろによる世羅と朝日のカラーラフ原画を公開。湊、深波、小町、音羽からのメッセージ（美弥子と八雲はプロフィールのみ）を掲載。

### 2007年
2007年1月号
美弥子のカラー全身図公開。「Girl's Heart」第5回（朝倉美弥子）、湊、深波、小町、音羽からのメッセージ（他の4人はプロフィールのみ）を掲載。ファンコーナー発足告知。投票バトル第1回「花嫁にしたい子」募集開始。
2007年2月号
【S】八雲、世羅、朝日のカラー全身図公開。西又葵と鈴平ひろによる、全ヒロインデザインに関するコメントと対談を掲載。4月号からの漫画版（作画・奈月ここ）連載を告知。「Girl's Heart」第6回（日高八雲）掲載。投票バトル第2回「和服を見たい子」募集開始。
2007年3月号
奈月ここが初めて扉絵を担当。「Girl's Heart」第7回（佐伯世羅）＆第8回（三条朝日）掲載。投票バトル第1回結果発表、第3回「方言で話してほしいヒロイン」募集。
2007年4月号
初の扉絵なし。ファンコーナー「マリロワの輪」スタート。投票バトル第2回結果発表、第4回「ご当地デートしたいヒロイン」募集。漫画『マリッジロワイヤル』（作画：奈月ここ）連載開始。
2007年5月号
全ヒロインからのメッセージコーナー「Girl's Heart Petit」スタート。投票バトル第3回結果発表、第5回「水着が見たいヒロイン」募集。
2007年6月号
投票バトル第4回結果発表、第6回「メイド服を着せたいヒロイン」募集。
2007年7月号
投票バトル第5回結果発表、第7回「守ってあげたいヒロイン」募集。
2007年8月号
投票バトル第6回結果発表、第8回「メガネをかけてほしいヒロイン」募集。
2007年9月号
新ヒロインデザイン（天竜江奈&宇和島伊予&浜木綿えびの&名護うるま）募集開始。投票バトル第7回結果発表、第9回「アイドルになってほしいヒロイン」募集。
2007年10月号
4Pで構成されるイラストストーリー「Dearest Stories」第1回（秋田小町）掲載。投票バトル第8回結果発表、第10回「家庭教師になってほしいヒロイン」募集。
2007年11月号
「Dearest Stories」第2回（佐伯世羅）掲載。新ヒロイン募集結果発表。投票バトル第9回結果発表、第11回「お姉さんになってほしいヒロイン」募集。
※「Girl's Heart Petit」休載。
2007年10月27日
漫画『マリッジロワイヤル』第1巻発売。
2007年12月号
「Dearest Stories」第3回（大場湊）掲載。新ヒロイン4人のカラー全身図公開。投票バトル第10回結果発表、第12回「殴ってほしいヒロイン」募集（この回から新ヒロイン4人も投票対象になる）。
2007年11月24日・25日
メディアワークス創立15周年記念イベント「電撃15年祭」の電撃ブースにて、ダーツゲーム「日本縦断ダーツバトル」を出展。また電撃屋ブース、ブロッコリーブース、ブシロードブースにて、初の関連グッズ販売。

### 2008年
2008年1月号
「Dearest Stories」第4回（宇目田深波）掲載。投票バトル第11回結果発表、第13回「妹にしたいヒロイン」募集。「Girl's Heart Petit」に新ヒロイン4人が加わる。
2008年2月号
「Dearest Stories」第5回（日高八雲）掲載。投票バトル第12回結果発表、第14回「冬のデートバトル!!デートしたいヒロイン」募集。「Girl's Heart Petit」に代わり、投票バトルの内容に連動したヒロインからのメッセージコーナー「Appeal Time」連載開始。
2008年3月号
「Dearest Stories」第6回（新城音羽）掲載。投票バトル第13回結果発表、第15回「バレンタインバトル!!どの女の子からチョコを受け取る？」募集。
2008年4月号
「Dearest Stories」第7回（宇和島伊予）掲載。投票バトル第14回結果発表、第16回「コスプレバトル!!どの女の子にコスプレしてもらう？」募集。
2008年5月号
「Dearest Stories」第8回「Dear Rival」（天竜江奈）掲載。投票バトル第15回結果発表、第17回「春のデートバトル!!どの花嫁候補の誘いを受ける？」募集。
2008年6月号
「Dearest Stories」第9回「DISTANCE」（朝倉美弥子）掲載。投票バトル第16回結果発表、第18回「薫風のスポーツバトル!!どの花嫁候補とスポーツする？」募集。
2008年5月27日
漫画『マリッジロワイヤル』第2巻発売。
2008年7月号
「Dearest Stories」第10回「CHU♥CHU♥Darling!」（浜木綿えびの）掲載。投票バトル第17回結果発表、第19回「遊園地デートバトル!!誰といっしょに遊んじゃう？」募集。
2008年8月号
「Dearest Stories」第11回「美ら海みたいな星空の下」（名護うるま）掲載。投票バトル第18回結果発表、第20回「真夏のデートバトル!!どの女の子と夏を満喫する？」募集。
2008年9月号
「Dearest Stories」第12回「いつか、きっと…」（三条朝日）掲載。投票バトル第19回結果発表、第21回「夏休みの宿題バトル!!どの女の子と勉強する？」募集。
2008年10月号
「Dearest Stories」第13回「Dearest Days」（美久＆美宇）掲載。投票バトル第20回結果発表、第22回「食欲の秋バトル!!誰のお料理を食べる？」募集。
2008年11月号
投票バトル第21回結果発表、第23回「ヒーリングバトル!!どの花嫁候補に癒してもらいたい？」募集。次号からの「Girl's Heart SPECIAL」4号連続掲載を告知。
2008年10月27日
漫画『マリッジロワイヤル』第3巻発売。
2008年12月号
【S】ゲーム化企画始動を発表。「Girl's Heart EXTRA」（天竜江奈）掲載。投票バトル第22回結果発表、ゲーム化記念スペシャル人気投票「おらが嫁バトル」募集開始。
※同号表紙は湊と小町がメイン。
2008年10月31日
公式サイトリニューアル。公式サイト上にて「おらが嫁バトル」投票受付開始。

### 2009年
2009年1月号
【S】ゲーム化記念企画第2弾「私服デザインコンテスト」募集開始。「Girl's Heart EXTRA」（宇和島伊予）、「Girl's Heart petit X'mas Special」（12人の花嫁候補のショートメッセージ）掲載。投票バトル第23回結果発表。
2009年2月号
「おらが嫁バトル」結果発表。「Girl's Heart EXTRA」（浜木綿えびの）、「があるずはあとぷち新年すぺしゃる」（正月仕様のため、平仮名）掲載。
2008年28日-31日
「コミックマーケット75」出展のNavelブース、電撃家ブースにてグッズ販売。
2009年3月号
人気投票1位記念「小町に密着♥秋田1日デート」（秋田県の名所紹介）、「Girl's Heart EXTRA」（名護うるま）、「Girl's Heart petit St.Valtentine's Day Special」掲載。
2009年4月号
私服デザインコンテスト大賞作品発表（湊、深波、小町、音羽）。「Girl's Heart petit」掲載。
2009年5月号
私服デザインコンテスト大賞作品発表（美弥子、八雲、世羅、朝日）。読者コーナー「マリロワの輪」にポイント制導入、新イラストコーナー「ウェディングバトル」募集開始。「Girl's Heart petit」掲載。
2009年6月号
私服デザインコンテスト大賞作品発表（江奈、伊予、えびの、うるま）。「Girl's Heart petit」掲載。
2009年5月27日
漫画『マリッジロワイヤル』第4巻発売。
2009年7月号
花嫁候補ご当地デートシリーズ2（大阪編）掲載。
2009年8月号
花嫁候補ご当地デートシリーズ3（静岡編）掲載。
2009年7月25日
『電撃G's Festival! COMIC』Vol.7にて、同誌Vol.8からの漫画（作画・両角潤香）連載開始を告知。
2009年9月号
【S】ゲーム版のプラットホームがPSPに決定。ゲーム版出演俳優のうち4名（小清水亜美、新谷良子、中原麻衣、吉田真弓。配役は非公開）、イベント「電撃キャラクターフェスティバル」でのステージイベント・出展、上述の両角版漫画、トレーディングカードゲーム「プロジェクト レヴォリューション」への参戦、第2回「おらが嫁バトル」開催を発表。花嫁候補ご当地デートシリーズ4（沖縄編）掲載。
2009年8月14日 - 16日
「コミックマーケット76」出展の電撃家ブースにてグッズ販売。
2009年10月号
【S】ゲーム版タイトル「マリッジロワイヤル プリズムストーリー」、トレーディングカードゲーム「ヴィクトリースパーク」への参戦、ゲーム版出演俳優14名（配役は非公開）を発表。ゲーム版プロデューサーのインタビュー、花嫁候補ご当地デートシリーズ5（新潟編）掲載。ご当地グッズとのコラボ商品案募集開始。
2009年11月号
【S】第2回「おらが嫁バトル」結果発表。花嫁候補ご当地デートシリーズ6（愛媛編）掲載。
2009年10月3・4日
「電撃キャラクターフェスティバル2009」開催。4日のメインステージイベント「マリッジロワイヤル トーク&ライブ 婚約発表記者会見!?」（出演：小清水亜美、新谷良子、中原麻衣、吉田真弓、西又葵）で、各キャラ担当声優、ウェブラジオ番組「マリッジロワイヤルラジオ あなたのお嫁さんにしてください」の配信が発表、ラジオテーマ曲『SweetHappy☆Wedding』フルサイズの生歌唱が披露される。。また、ウェブラジオ番組第0回プレ放送配信、ゲーム版公式サイト正式オープン。
2009年10月26日
『電撃G's Festival! COMIC』にて、漫画『マリッジロワイヤル -Prism Story-』が連載開始。（以降、特記ない限り掲載）
2009年10月27日
漫画『マリッジロワイヤル』第5巻発売。
2009年12月号
【S】ウェディングバトル結果発表。ゲーム版出演声優によるコメント、Webラジオ開始記念インタビュー（新谷良子・吉田真弓）、花嫁候補ご当地デートシリーズ7（広島編）掲載。
※同号表紙はえびのと『SHUFFLE! Essence+』のカレハがメイン。

### 2010年
2010年1月号
【S】ゲーム版イベントCG解説、花嫁候補ご当地デートシリーズ8（東京編）掲載。
2010年2月号
【S】ゲーム版特集、花嫁候補ご当地デートシリーズ9（北海道編）掲載。
2010年3月号
【S】ゲーム版特集、花嫁候補ご当地デートシリーズ10（宮崎編）掲載。
2010年2月23日
『電撃G's Festival! COMIC』Vol.10発売。マリッジロワイヤル特集が組まれ、秋田小町新婚初夜抱きマクラカバーが付録に付く。
2010年4月号
【S】ゲーム版特集（発売記念キャンペーン告知、キャストインタビュー前編、OP・EDテーマ曲発表）掲載。
2010年3月10日
小説『マリッジロワイヤル』第1巻発売。
2010年3月19日
ゲーム版発売日の延期（4月1日から4月22日）を、ゲーム版公式サイトにて正式発表。
2010年5月号
【S】ゲーム版特集（ゲーム内容解説、キャストインタビュー後編）掲載。
2010年4月7日
ゲーム版のオープニングテーマを収録したCD「prism celebration」発売。付属品の製造遅延により、ゲーム版発売日の再延期（4月22日から4月28日）を、ゲーム版公式サイトにて正式発表。
2010年4月14日
『電撃G's Festival!』Vol.16発売。マリッジロワイヤル特集が組まれる。
2010年4月28日
PSPゲーム『マリッジロワイヤル プリズムストーリー』、ゲーム版のエンディングテーマを収録したCD「ゆらり、ふわり、君となら」発売。
2010年6月号
【S】ゲーム版特集、花嫁候補ご当地デートシリーズ11（福岡編）掲載。
2010年5月26日
PSPゲーム『マリッジロワイヤル プリズムストーリー』挿入歌を収録したCD『マリッジロワイヤル キャラクターソングアルバム』発売。
2010年5月27日
漫画『マリッジロワイヤル』第6巻発売。
2010年7月号
【S】ゲーム版特集、花嫁候補ご当地デートシリーズ12（愛知編）掲載。
2010年8月号
第3回「おらが嫁バトル」開催。
2010年9月10日
小説『マリッジロワイヤル』第2巻発売。
2010年9月号
「マリロワの輪」のみ掲載。
2010年10月号
第3回「おらが嫁バトル」結果発表。
2010年11月号
第3回「おらが嫁バトル」優勝者、小町ごほうび特集。
2010年12月号
「マリロワの輪」のみ掲載。

### 2011年
2011年1月号
「マリロワの輪」のみ掲載。漫画『マリッジロワイヤル』連載終了。画集発売を告知。
2011年2月号
「マリロワの輪」のみ掲載。
2011年1月27日
漫画『マリッジロワイヤル』第7巻、漫画『マリッジロワイヤル -Prism Story-』第1巻、画集『マリッジロワイヤル画集 Prism』発売。
2011年3月号
「マリロワの輪」のみ掲載。同誌2011年5月号における「マリロワの輪」の終了を告知。
2011年4月号
「マリロワの輪」のみ掲載。
2011年5月号
「マリロワの輪」、西又葵と鈴平ひろからのメッセージを掲載。連載終了。
2011年8月26日
『電撃G's Festival! COMIC』Vol.19にて、漫画『マリッジロワイヤル -Prism Story-』が連載終了。
2011年10月27日
漫画『マリッジロワイヤル -Prism Story-』第2巻発売。